# 오픈카트
오픈카트(OpenCart)는 홍콩에 기반을 둔 오픈카트 리미티드(OpenCart Limited)에서 개발한 온라인 상점 관리 시스템이다. PHP 기반이며, MySQLi (MySQL, MariaDB, Percona 서버) 또는 PostgreSQL 데이터베이스와 HTML 구성 요소를 사용한다. 다양한 언어와 통화를 지원하며, GNU 일반 공중 사용 허가서에 따라 무료로 제공된다.

## 역사
오픈카트는 원래 1998년 크리스토퍼 G. 맨이 월넛 크릭 CD롬(Walnut Creek CDROM)을 위해 개발했고, 나중에는 프리BSD 몰(The FreeBSD Mall)을 위해 개발했다. 첫 공개 릴리스는 1999년 5월 11일이었다. 펄로 개발된 이 프로젝트는 활동이 적었고, 2000년에는 진행이 중단되었는데, 맨은 4월 11일에 "다른 약속들로 인해 오픈카트 개발에 참여할 수 없다"는 메시지를 게시했다.
도메인은 2005년 2월에 만료되었고, 이후 영국 기반 개발자인 다니엘 커가 이 도메인을 되살려 자신의 전자 상거래 소프트웨어(PHP로 작성됨)의 기반으로 사용했다. 첫 안정적인 릴리스는 2009년 2월 11일 구글 코드에 릴리스된 버전 1.1.1이었다.
2014년 9월, 커는 오픈카트가 중국에서 최고의 전자 상거래 소프트웨어 공급업체라고 주장했다. 2015년 8월에는 builtwith.com이 기록한 전 세계 전자 상거래 물량의 6.42%를 차지했으며, WooCommerce와 마젠토에 이어 OSCommerce, ZenCart, 쇼피파이를 앞섰다. 2017년 2월, 그는 OpenCart가 약 317,000개의 활성 오픈카트 사이트를 가지고 있으며, 이는 쇼피파이나 마젠토보다 많다고 말했다.
소프트웨어 버전 2.0은 2014년 10월에 릴리스되었으며, 인터페이스의 대규모 업데이트를 특징으로 한다.
소프트웨어 버전 2.2.0.0은 오픈카트 사용자들의 수개월간의 테스트를 거쳐 2016년 3월에 릴리스되었다.
소프트웨어 버전 3.0.3.7은 Webkul과의 협력을 통해 2021년 2월에 릴리스되었다.
소프트웨어 버전 3.0.4.1은 2025년 5월에 릴리스되었다.
소프트웨어 버전 4.1.0.3은 2025년 3월 24일에 릴리스되었다.

## 기능

### 사기 방지
오픈카트는 FraudLabs, ClearSale, Global Payments와 같은 사기 관리 서비스를 사용하여 고객 주문을 검토한다.

### 결제
오픈카트 패키지는 은행 송금부터 온라인 결제 게이트웨이까지 다양한 결제 방법을 제공한다. 오픈카트 설치 시 사용할 수 있는 핵심 결제 방법은 다음과 같다: 2Checkout, Authorize.Net, Amazon Payments, 은행 송금, 현금 결제, Klarna, 페이팔, 스크릴, SagePay 등이 있다.

## 발행물
- Yilmaz, Murat (August 2010). 《OpenCart 1.4: Beginner's Guide》. Packt Publishing. 240쪽. ISBN 9781849513029.
- Hasan, Tahsin (March 2011). 《OpenCart 1.4 Template Design Cookbook》. Packt Publishing. 328쪽. ISBN 9781849514309. 2014년 8월 2일에 원본 문서에서 보존된 문서. 2015년 11월 19일에 확인함.
- Watson, Kerry R (March 2012). 《ShowMe Guides OpenCart 1.5 User Manual》. CreateSpace Independent Publishing Platform. 352쪽. ISBN 978-1468142365.
- Mihail Savov (August 2016). 《The Definitive Guide to Getting Started with OpenCart 2.x For Beginners》. iSenseLabs. 140쪽. ISBN 978-0-9966004-5-3.
- iSenseLabs (2015). 《OpenCart 2.0 Tips and Tricks #2》. iSenseLabs. 118쪽. ISBN 978-0-9966004-1-5.

## 보안 취약점
2023년 11월 22일 현재, CVE Details에는 23건의 문제가 보고되었으며, 이 중 6건은 8.0점 이상을 기록했다.

## 논란
오픈카트의 개발자이자 소유자인 다니엘 커는 오픈카트의 "심각한" 보안 취약점을 보고한 자원봉사 보안 연구원들에 대한 적대적인 태도로 비판을 받았다.
보안 문제 보고를 위해 오픈카트에 연락하기 어려운 점도 지적되었다.

## 같이 보기
- 쇼핑 카트 소프트웨어 비교
- 온라인 결제 서비스 제공업체 목록